# قوردلار (آق‌دام)
قوردلار (به لاتین: Qurdlar یا Kürdlər، به ارمنی: Քուրդլար) یک منطقه مسکونی در جمهوری آذربایجان است که در شهرستان آق‌دام واقع شده است.